# Лётная академия Национального авиационного университета
Лётная академия Национального авиационного университета (ЛА НАУ) (укр. Льотна академія Національного авіаційного університету) — высшее учебное заведение, четвёртого уровня аккредитации, ведущее учебное заведение по подготовке авиационных кадров на Украине. Расположена в городе Кропивницкий, существует с 1951 года.

## История
Создана в 1951 году как Кировоградское военное авиационное училище летчиков дальней авиации, позже переименованное в 60-е высшее авиационное училище лётчиков ВВС. До 1960 года выпустило четыре выпуска военных лётчиков, после чего было расформировано в связи с сокращением Вооруженных Сил СССР. В том же году на базе училища была создана Кировоградская школа высшей лётной подготовки ГВФ, основной задачей которой стали подготовка и переподготовка лётного состава.
В период с 1960 по 1978 год основной техникой для переподготовки стали самолёты Ли-2, Ил-12, Ил-14, Ан-2, Ан-24, Ан-26, Як-40. В 1971 году на базе КШВЛП было создано Кировоградское лётное училище гражданской авиации, которое стало основным в Союзе по подготовке штурманов и диспетчеров для гражданской авиации, в том числе и для других государств. Учебная база училища включала в себя несколько учебных аэродромов(Кировоград, Малая Виска, Хмелевое, Ротмистровка), 3 лётных отряда, оснащенные в том числе уникальными летающими штурманскими тренажерами на базе самолётов Ан-24Ш. В 1986 году училище было реорганизовано и вошло в состав КВЛУ ГА.
КВЛУ ГА — Кировоградское высшее лётное училище гражданской авиации (1978—1993) — второе в СССР высшее учебное заведение по подготовке инженеров-пилотов для гражданской авиации (первое — АВЛУ ГА — Актюбинское высшее лётное училище гражданской авиации). Первоначальная лётная подготовка курсантов проводилась на новых самолётах Як-18Т с выполнением полного комплекса лётной подготовки, включая штопор.
Первый выпуск курсантов состоялся 29 октября 1982 года на самолеты Ан-24 и Ан-26.
В дальнейшем добавилась подготовка инженеров-диспетчеров и инженеров-штурманов. База училища пополнилась современными лётными тренажерами самолётов Ан-2, Ан-24, Ан-26, Як-18Т, Як-40, Як-42, Л-410, специальными штурманскими тренажерами СШТ-70, Двина (Ил-62), специализированными диспетчерскими тренажерами, оборудованными классами и мощной технической базой. По договору СЭВ и другими государствами активно обучались курсанты-иностранцы.
В 1993 году указом Кабинета министров Украины училищу было присвоено название «Державна льотна академія України».
В 2011 году указом Кабинета министров Украины учебное заведение было включено в структуру Национального авиационного университета и ему было присвоено название «Кіровоградська льотна академія Національного авіаційного університету». С февраля 2018 года —Лётная академия Национального авиационного университета.
За период своего существования учебное заведение подготовило более 118 тысяч авиаспециалистов для 80 стран мира.
Лётная академия — это научно-производственный комплекс, включающий в себя:
- Кировоградское лётное училище;
- Факультет лётной эксплуатации и управления воздушным движением;
- Факультет менеджмента;
- Кафедру военной подготовки;
- Магистратуру;
- Аспирантуру;
- Учебный центр поиска и спасания;
- Тренажёрные центры;
- Авиационно-техническую базу, аэродромы и службы их обеспечения;
- Лётный отряд;
- Научно-техническую библиотеку;
- Издательство;
- Медико-санитарную часть;
- Спортивный комплекс;
- Общежития и столовые;
- Дом культуры и др.

## Галерея

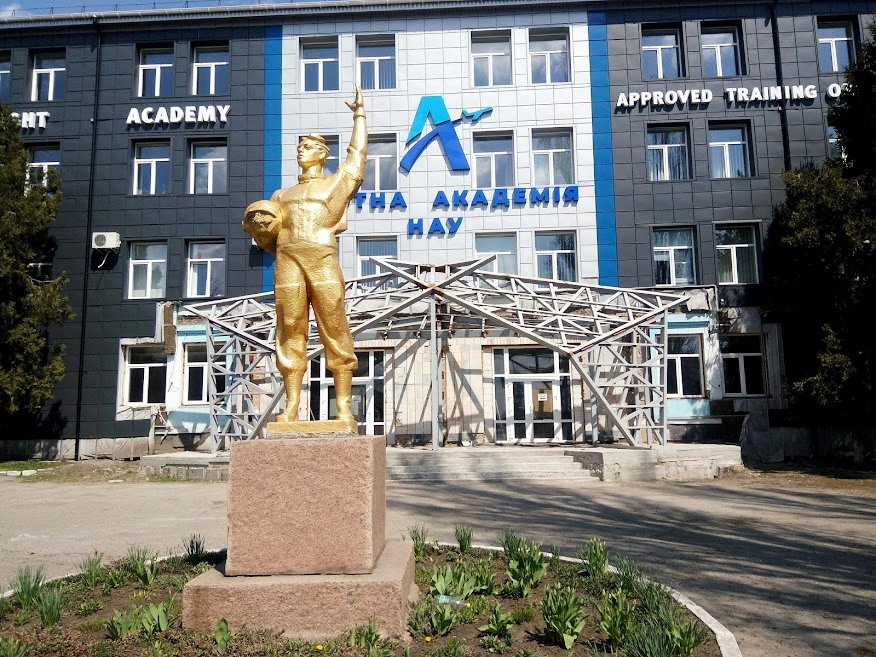
Скульптура лётчика возле входа в главный корпус
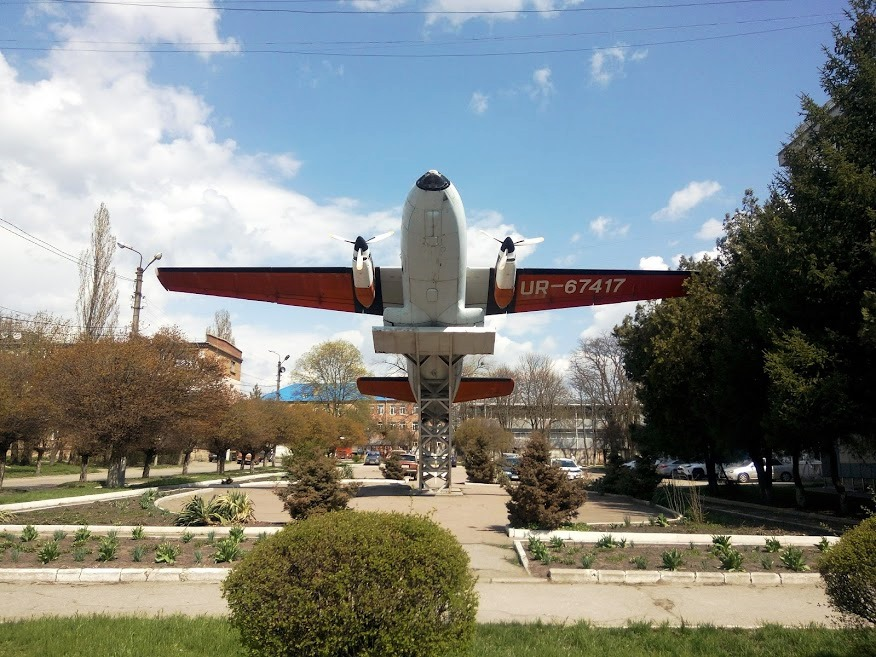
Самолёт Let L-410 Turbolet